# دانیل سالامانکا اوری
دانیل سالامانکا آوری (انگلیسی: Daniel Salamanca Urey; زاده ۸ ژوئیهٔ ۱۸۶۹ – درگذشته ۱۷ ژوئیهٔ ۱۹۳۵) سیاستمدار و وکیل اهل بولیوی بود. وی از ۵ مارس ۱۹۳۱ تا ۲۷ نوامبر ۱۹۳۴ رئیس‌جمهور بولیوی بود.
دانیل سالامانکا آوری در ۱۷ ژوئیه ۱۹۳۵، در سن ۶۶ سالگی بر اثر سرطان معده درگذشت.